# Mörrum
Mörrum är en tätort i Karlshamns kommun, kyrkort i Mörrums socken, i Blekinge län. År 1886 kom järnvägen till orten, vilket gynnade befolkningstillväxten och numera gör Öresundståg och Pågatågen uppehåll vid Mörrums station. Tidigare gjorde Kustpilen (littera Y2-tågen) uppehåll vid stationen innan Blekinge kustbana blev elektrifierad. 
Mörrum firar sin "nationaldag" 11 maj varje år med premiär för notfiske i Mörrumsån, samt marknad och karuseller. Detta är beläget runt Folkets hus. 
I Mörrum finns bland annat en ishall och en idrottsplats med gräs- och grusfotbollsplan, samt friidrottsbanor. På orten finns även ett bibliotek, en kyrka, samt grundskolor upp till och med högstadiet.

## Etymologi
Mörrum betyder "sank mark".

## Befolkningsutveckling
| Befolkningsutvecklingen i Mörrum 1960–2020 | Befolkningsutvecklingen i Mörrum 1960–2020 | Befolkningsutvecklingen i Mörrum 1960–2020 | Befolkningsutvecklingen i Mörrum 1960–2020 | Befolkningsutvecklingen i Mörrum 1960–2020 |
| ------------------------------------------ | ------------------------------------------ | ------------------------------------------ | ------------------------------------------ | ------------------------------------------ |
|                                            |                                            |                                            |                                            |                                            |
| År                                         |                                            |                                            | Folkmängd                                  | Areal (ha)                                 |
| 1960                                       | 1960                                       |                                            | 1 989                                      |                                            |
| 1965                                       | 1965                                       |                                            | 3 261                                      |                                            |
| 1970                                       | 1970                                       |                                            | 3 933                                      |                                            |
| 1975                                       | 1975                                       |                                            | 4 152                                      |                                            |
| 1980                                       | 1980                                       |                                            | 4 076                                      |                                            |
| 1990                                       | 1990                                       |                                            | 3 779                                      | 300                                        |
| 1995                                       | 1995                                       |                                            | 3 684                                      | 303                                        |
| 2000                                       | 2000                                       |                                            | 3 685                                      | 339                                        |
| 2005                                       | 2005                                       |                                            | 3 655                                      | 346                                        |
| 2010                                       | 2010                                       |                                            | 3 695                                      | 344                                        |
| 2015                                       | 2015                                       |                                            | 3 903                                      | 462                                        |
| 2020                                       | 2020                                       |                                            | 4 003                                      | 465                                        |
|                                            |                                            |                                            |                                            |                                            |

## Näringsliv
Större fabriker i Mörrum är Ifö Sanitär AB och  Mörrums Bruk.

### Handel
Mörrum har en Coop och en Ica-butik, Ica Nära Laxen.
Coop-butiken i Mörrum drevs år 2024 alltjämt av en lokal konsumentförening. Den grundades 1919 som Mörrums kooperativa handelsförening. Namnet ändrades 1967 till Mörrums konsumentförening, vilket senare blev Konsumentföreningen Mörrum innan man bytte namn till Coop Mörrum.
Föreningen öppnade en ny Konsumhall den 24 november 1966. I samband med detta lades den gamla butiken i Mörrum samt filialerna i Hästaryd och Hultsfred ned.

### Bankväsende
Mörrums sparbank grundades 1870 och öppnade för insättning den 14 maj samma år. Den uppgick i Karlshamns sparbank år 1966. Denna sparbank hade 2024 alltjämt kontor i Mörrum.
Den 1 december 1917 öppnade Bankaktiebolaget Södra Sverige ett kontor i Mörrum. Södra Sverige uppgick senare i Svenska Handelsbanken som fortsatt hade kontor i Mörrum, men senare lämnade orten. Mörrum fick åter en affärsbank den 3 januari 1963 när Smålands bank öppnade ett kontor i orten. Även detta kontor drogs sedermera in.